# Daewoo Nubira

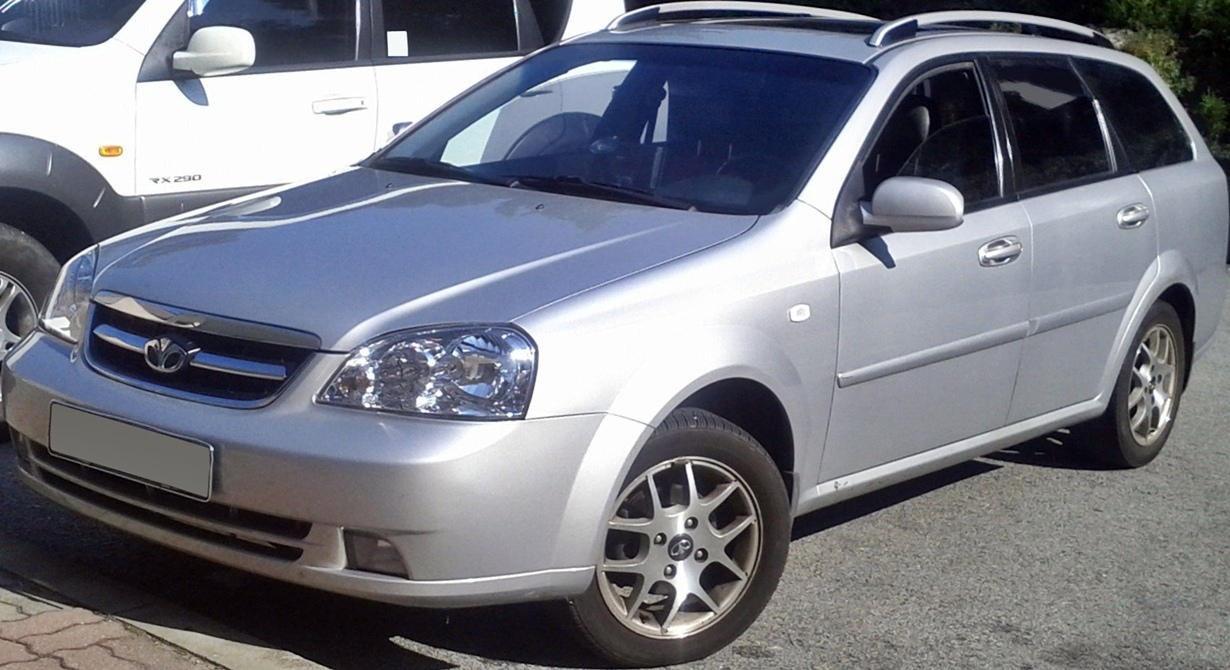
Daewoo Nubira

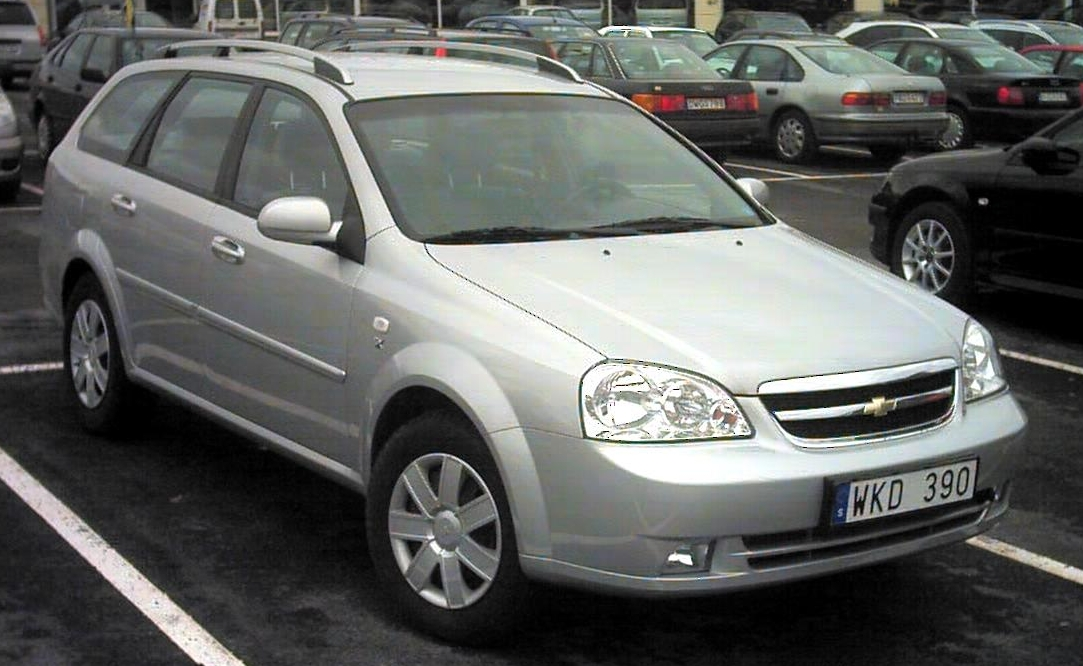
Chevrolet Nubira

Daewoo Nubira är en mindre mellanklassbil som introducerades 1997 och började säljas 1998 i Sverige. Nubira fanns i sedan- och kombiversioner och på några marknader även som femdörrars halvkombi. 
I Sverige fick modellen ett allmänt mediokert betyg av motorjournalister och sålde heller aldrig särskilt bra där. Tekniskt byggde den till stor del på komponenter från General Motors modeller från slutet av 1980-talet och början av 1990-talet. År 2000 genomgick Nubira en ansiktslyftning och slutade helt att säljas i Sverige följande år. 
En ersättare, med samma namn, presenterades 2003 och baserades på teknik från Daewoo Lacetti; modellen såldes också på flera marknader under det namnet. Sedan 2004 säljs modellen åter i Sverige och sedan 2005 finns den på svenska marknaden endast i kombiversion. Liksom de övriga Daewoomodellerna fick Nubira 2004 Chevroletmärke och heter således idag Chevrolet Nubira.